# Meandre Hrona
Meandre Hrona je přírodní rezervace v oblasti NAPANT.
Nachází se v katastrálním území obcí Telgárt a Šumiac v okrese Brezno v Banskobystrickém kraji. Území bylo vyhlášeno či novelizováno v roce 1981 na rozloze 103,8167 ha. Ochranné pásmo nebylo stanoveno.